# 姥井戸山
姥井戸山（うばいどやま）は、出羽山地にあって、秋田県雄勝郡羽後町と由利本荘市及び湯沢市の境界に位置する標高926.9mの山である。

## 概要
由利本荘市鳥海町の月山（639m）より約3km南東に位置し、出羽山地に属する。三角点から少し北寄りに展望地がある。木々の間から横手盆地を望むことが出来るが、残雪期は、より楽に登れる。

## アクセス
羽後町上仙道桧山集落南端(上桧山併用林道起点)から